# Henry Markram
Ne doit pas être confondu avec Henry Markham.
Henry John Markram, né le 28 mars 1962, est un neuroscientifique israélien, professeur à l'École Polytechnique Fédérale de Lausanne (EPFL) en Suisse. Il est directeur du Blue Brain Project et fondateur du Human Brain Project.

## Formation
Il obtient son baccalauréat ès sciences en physiologie et en histoire et philosophie des sciences de l'université du Cap, en Afrique du Sud et un PhD en neurobiologie de l'Institut Weizmann en Israël en 1991, sous la supervision de Menahem Segal. Au cours de ce travail, il découvre un lien entre l'acétylcholine et les mécanismes de la mémoire en montrant que ce neuromédiateur module le récepteur primaire lié à la plasticité synaptique.

## Vie privée
Né en Afrique du Sud, Markram est devenu par la suite citoyen israélien. Il rencontre celle qui sera sa deuxième épouse, Kamila, une collègue neuroscientifique à l'Institut Max Planck pour la recherche sur le cerveau à Francfort. Tous deux sont recrutés par l'École polytechnique fédérale de Lausanne où ils fondent en 2007 les éditions scientifiques Frontiers Media. Markram a cinq enfants issus de ses deux mariages ; l'un d'eux, Kai, est autiste.

## Recherche
Après son doctorat, Markram séjourne aux États-Unis comme boursier Fulbright au National Institute of Health (NIH), où il étudie les canaux ioniques des terminaisons synaptiques avec Elise F. Stanley. Il est ensuite boursier Minerva au laboratoire de Bert Sakmann à l'Institut Max Planck, à Heidelberg, en Allemagne, où il découvre dans les dendrites des signaux transitoires du calcium (calcium transients) provoquées par une activité infraliminale et par des potentiels d'action isolés se propageant de façon rétrograde dans les dendrites. Il commence également à étudier la connectivité entre les neurones, décrivant de façon très détaillée comment les neurones pyramidaux de la couche 5 sont interconnectés.
Dans certaines expériences, il modifie la synchronisation relative des potentiels d'action pré- et post-synaptiques unitaires pour révéler un mécanisme d'apprentissage opérant entre les neurones où une désynchronisation de l'ordre d'une milliseconde affecte la force du couplage entre les neurones. L'importance de ce timing a été retrouvée dans de nombreuses régions du cerveau et est connue sous le nom de plasticité synaptique fonction du temps d’occurrence des impulsions (Spike timing-dependent synaptic plasticity, STDP).
Markram est nommé professeur assistant à l'Institut Weizmann, où il commence ses dissections systématiques de la colonne néocorticale. Il découvre que l'apprentissage synaptique peut aussi faire intervenir une variation de la dynamique synaptique (appelée redistribution de l'efficacité synaptique) en plus du renforcement observé des connexions. Il étudie les principes régissant la structure, la fonction et la dynamique émergente des microcircuits néocorticaux. Avec Wolfgang Maass, il développe ce qu'ils appellent la théorie de la machine à état liquide, ou informatique à haute entropie.
En 2002, il rejoint l'EPFL en qualité de professeur titulaire et fondateur/directeur du Brain Mind Institute (Institut cerveau-esprit) et directeur du Center for Neuroscience and Technology. (Centre des neurosciences et des technologies). Au BMI, au sein du Laboratoire de Microcircuiterie Neuronale, il continue d'étudier l'organisation de la colonne néocorticale, développe des outils pour réaliser des enregistrements par patch clamp multi-neuronaux combinés aux stimulations laser et électriques ainsi qu'aux enregistrements électriques multi-sites, à l'imagerie chimique et à l'expression des gènes.
En 2013, l'Union européenne octroie un financement de 1,3 milliard de dollars au Human Brain Project, sous la direction de Markram. Ce dernier affirme que l'objectif du projet est de parvenir, en l'espace d'une décennie, à une simulation de tout le cerveau humain sur un supercalculateur, ce qui pourrait révolutionner le traitement de la maladie d'Alzheimer et d'autres maladies du cerveau. Moins de deux ans plus tard, le projet est pointé du doigt pour sa mauvaise gestion et ses objectifs exagérés et l'on demande à Markram de démissionner,.
Le 8 octobre 2015, le Blue Brain Project publie la première reconstruction numérique et une simulation de la microcircuiterie d'un cortex somatosensoriel de rat nouveau-né.